# Tony Thorén
Tony Vic Thorén, född 21 mars 1952 i Göteborgs Vasa församling, Göteborgs och Bohus län, är en svensk musiker (basist), låtskrivare och musikproducent. Han är son till skådespelaren Tore Thorén.

## Karriär

### Som musiker
Thorén har varit basist i gruppen Eldkvarn sedan 1971, då den bildades. Han är tillsammans med frontfigurerna Plura och Carla Jonsson en av de tre som konstant varit med i gruppen. Efter att bandet lagts på is 2015, då Plura aviserade en soloturné, spelar han tillsammans med resterande bandmedlemmar under namnet Stadtshuset. Gruppen spelar i huvudsak låtar skrivna av Carla Jonsson.

### Som producent
Thorén har producerat en mängd svenska artisters skivor. Mest kända är antagligen Ebba Gröns självbetitlade sista skiva (med hiten Die Mauer) och Peter LeMarcs Sången dom spelar när filmen är slut (med hiten Little Willie John). Han har även producerat alla övriga skivor som LeMarc gav ut under perioden 1984 till 1997. Thorén har också producerat skivor med Roffe Wikström, Traste Lindéns Kvintett, Jerry Williams och Lasse Tennander samt är medproducent till flera av Eldkvarns album. Han var även delägare i skivbolaget Rekord Musik som bland annat gav ut Johnossis första skiva. 2013 gav han ut självbiografin Vafaan är det frågan om?.

## Privatliv
Thorén har varit gift med Liten Falkeholm, med vilken han även har dottern Maja.
I december 2015 meddelade Tony Thorén att han drabbats av cancer i strupen och måste genomgå en större operation. Han blev senare friskförklarad, men på grund av en strålskada i samband med behandlingen förlorade han sin röst.

## Filmografi
- 1976 – Hallo Baby (liten roll som medlem i en orkester)
- 1964 – Petter klarar allt (TV-serie) (Kirre i Repslagarligan)